# Julie la Rousse (film)
Pour la chanson, voir Julie la Rousse.
Pour plus de détails, voir Fiche technique et Distribution.
Julie la Rousse est un film français réalisé par Claude Boissol tourné en 1958 et sorti en 1959, inspiré par la chanson de René-Louis Lafforgue,  Julie la Rousse.

## Synopsis
Un artiste tombe amoureux d'une jeune fille mais doit rapidement la quitter car ses parents s'opposent à cette union. Son fils partira à la recherche de cette femme et rencontrera ainsi la fille de celle-ci... Une histoire d'amour qui se prolonge d'une génération à l'autre.

## Fiche technique
- Réalisation : Claude Boissol
- Scénario : Inspiré par la chanson de René-Louis Lafforgue
- Adaptation : Paul Andréota, Claude Boissol et Béatrice Rubinstein
- Dialogues : Paul Andréota
- Assistants réalisateurs : Henri Toulout et Claude Him
- Décors : Robert Guisgand et André Piltaut
- Costumes : Alyett Samazeuilh
- Photographie : Roger Fellous
- Opérateur : Maurice Fellous, assisté de René Schneider et Pierre Ginet
- Musique : René-Louis Lafforgue Il interprète la chanson titre et "A la belle étoile"
- Arrangement et orchestration André Grassi (éditions : Pathé-Marconi)
- Chorégraphie : Georges Reich
- Montage : Louis Devaivre, assisté de Madeleine Lagneau
- Régisseur général : Renée Bardon, Fred Genty
- Régisseur ensemblier : Roger Volper
- Recorder : Georges Mardiguian
- Perchman : Yves Dacquay
- Script-girl : Odette Lemarchand
- Maquillage : Michel Deruelle
- Coiffeur perruquier : Alexandre Archambault
- Perruques de Carita
- Photographe de plateau : Roger Corbeau
- Chef de production et producteur délégué : Georges Glass
- Secrétaire de production : Paulette Baudrillart
- Production : Les films Matignon - Metzger et Woog -
- Distribution : Pathé-Consortium-Cinéma
- Affiche : Yves Thos[1]
- Enregistrement sonore : Société S.O.R
- Tirage : Laboratoire L.T.C
- Pays de production :  France
- Format :  noir et blanc - 35 mm
- Genre : Comédie
- Durée : 92 minutes
- Visa d'exploitation : 20936
- Date de sortie : 1959

## Distribution
- Daniel Gélin : Edouard Lavigne et son fils Jean
- Pascale Petit : Julienne Lefèvre dite « Julie la Rousse » et sa nièce travaillant dans un cirque
- René-Louis Lafforgue : Max, le directeur du Piccolo-Circus
- Jacques Dufilho : Le serveur du restaurant
- Margo Lion : Germaine Lavigne, la mère de Jean
- René Blancard : M. Lavigne, le père d'Edouard
- Liliane Patrick : Mme Samira, la voyante de la troupe
- Michel Etcheverry : Le notaire
- Gabrielle Fontan : Mme Michon, la concierge
- Jean Ozenne : L'oncle Roger, le frère de Germaine
- Frédéric O'Brady : Hamib, l'homme d'affaires étranger qui vient commander des rivets
- Pierre Doris : Le restaurateur
- André Thorent : José, un ami de Julie
- Jocelyne Darche : Violette
- Louis Viret : Le garagiste
- Aimé de March : Un invité à la réception privée
- Michel Thomass : L'homme fort de la troupe
- Maurice Magalon : Le serveur à la réception du mariage
- Lucien Desagneaux : Un spectateur au cirque (dans la scène finale)
- François Nadal
- Pierre Devilder
- Jean Guyon
- René Lamar
- Georges Mazauric
- Albert Mouton
- Irina Demick
- Catherine Conti
- Isaac Alvarez
- Claude Confortès
- Marcel Dorval
- Joël Monteilhet
- Joël Mouton